# Magadins Nou
Magadins Nou és una masia del terme municipal de Moià, al Moianès.
Està situada al nord del terme de Moià, a l'extrem sud-occidental del Serrat Llis, a llevant de la carretera C-59, a prop de la fita quilomètrica 43.